# Duridanov Peak
Der Duridanov Peak (englisch; bulgarisch Дуриданов връх Duridanow wrach) ist ein 2500 m hoher und spitzer Berg im Hauptkamm der nördlichen Sentinel Range des Ellsworthgebirges im westantarktischen Ellsworthland. Er ragt 5,67 km nordöstlich des Mount Dalrymple, 2,48 km ostnordöstlich des Nikola Peak, 6,65 km südwestlich des Mount Malone und 9,23 km nordwestlich des Mount Schmid aus einem 9,15 km langen Berggrat auf, der sich vom Mount Dalrymple in ostnordöstlicher Richtung zum Robinson-Pass erstreckt. Der Sabazios-Gletscher liegt nördlich von ihm.
US-amerikanische Wissenschaftler kartierten ihn 1961. Die bulgarische Kommission für Antarktische Geographische Namen benannte ihn 2014 nach dem bulgarischen Linguisten Iwan Duridanow (1920–2005).